# 雉街彝族苗族乡
雉街彝族苗族乡是中华人民共和国贵州省毕节市赫章县下辖的一个民族乡。

## 行政区划
雉街彝族苗族乡下辖以下村级行政区划单位：
双龙村、拉夫村、雉街村、联发村、大凉山村、发达村、大河村、汞山村、木冲村和木戛村。